# USL Championship 2025
La USL Championship 2025 è la quindicesima edizione della seconda divisione del campionato statunitense di calcio.
La squadra campione in carica è il Colorado Springs Switchbacks, vincitrice dell'ultima edizione della competizione.
Rispetto alla stagione scorsa, il Lexington si è iscritto al campionato, mentre il Memphis 901 ha annunciato il ritiro a causa dell'impossibilità di reperire i fondi necessari alla costruzione di uno stadio dedicato al calcio.
Il Santa Barbara Sky, che ha acquisito i diritti di franchising del club di Memphis, e il Brooklyn si uniranno alla federazione nel 2026.

## Formula
Le squadre partecipanti sono suddivise in due Conference, la Eastern e la Western, e affrontano due volte ogni altro club appartenente al proprio girone. 
Al termine della regular season, le prime otto classificate guadagnano l'accesso ai playoff: la vincente di ogni conference salta il primo turno, accedendo direttamente al secondo.

## Squadre partecipanti
| Club                         | Città            | Stato            | Girone  | Stadio                                         | Capienza | Anno |
| ---------------------------- | ---------------- | ---------------- | ------- | ---------------------------------------------- | -------- | ---- |
| Birmingham Legion            | Birmingham       | Alabama          | Eastern | Protective Stadium                             | 47.100   | 2019 |
| Charleston Battery           | Charleston       | Carolina del Sud | Eastern | Patriots Point Soccer Complex (Mount Pleasant) | 3.900    | 2011 |
| Colorado Springs Switchbacks | Colorado Springs | Colorado         | Western | Weidner Field                                  | 8.000    | 2015 |
| Detroit City                 | Detroit          | Michigan         | Eastern | Keyworth Stadium (Hamtramck)                   | 7.933    | 2022 |
| El Paso Locomotive           | El Paso          | Texas            | Western | Southwest University Park                      | 9.500    | 2019 |
| Hartford Athletic            | Hartford         | Connecticut      | Eastern | Dillon Stadium                                 | 5.500    | 2019 |
| Indy Eleven                  | Indianapolis     | Indiana          | Eastern | Michael A. Carroll Track & Soccer Stadium      | 12.000   | 2018 |
| Las Vegas Lights             | Las Vegas        | Nevada           | Western | Cashman Field                                  | 9.334    | 2018 |
| Lexington                    | Lexington        | Kentucky         | Western | Lexington Stadium                              | 7.500    | 2025 |
| Loudoun Utd                  | Leesburg         | Virginia         | Eastern | Segra Field                                    | 5.000    | 2019 |
| Louisville City              | Louisville       | Kentucky         | Eastern | Lynn Family Stadium                            | 15.304   | 2015 |
| Miami FC                     | Miami            | Florida          | Eastern | Pitbull Stadium                                | 20.000   | 2020 |
| Monterey Bay                 | Monterey         | California       | Western | Cardinale Stadium (Seaside)                    | 6.000    | 2022 |
| New Mexico Utd               | Albuquerque      | Nuovo Messico    | Western | Rio Grande Credit Union Field at Isotopes Park | 13.500   | 2019 |
| North Carolina FC            | Cary             | North Carolina   | Eastern | WakeMed Soccer Park                            | 10.000   | 2024 |
| Oakland Roots                | Oakland          | California       | Western | Oakland Coliseum                               | 15.000   | 2021 |
| Orange County                | Irvine           | California       | Western | Championship Soccer Stadium                    | 5.000    | 2011 |
| Phoenix Rising               | Phoenix          | Arizona          | Western | Wild Horse Pass Stadium (Chandler)             | 10.000   | 2014 |
| Pittsburgh Riverhounds       | Pittsburgh       | Pennsylvania     | Eastern | Highmark Stadium                               | 5.000    | 2011 |
| Rhode Island FC              | Pawtucket        | Rhode Island     | Eastern | Beirne Stadium                                 | 5.252    | 2024 |
| Sacramento Republic          | Sacramento       | California       | Western | Heart Health Park                              | 11.569   | 2014 |
| San Antonio FC               | San Antonio      | Texas            | Western | Toyota Field                                   | 8.296    | 2016 |
| Tampa Bay Rowdies            | Tampa            | Florida          | Eastern | Al Lang Stadium (Saint Petersburg)             | 7.227    | 2017 |
| FC Tulsa                     | Tulsa            | Oklahoma         | Western | ONEOK Field                                    | 7.833    | 2015 |

## Classifiche regular season

### East Conference
|  | Pos. | Squadra                | Pt | G  | V  | N | P | GF | GS | DR  |
|  | ---- | ---------------------- | -- | -- | -- | - | - | -- | -- | --- |
|  | 1.   | Louisville City        | 37 | 16 | 11 | 4 | 1 | 29 | 12 | +17 |
|  | 2.   | Charleston Battery     | 32 | 15 | 10 | 2 | 3 | 32 | 15 | +17 |
|  | 3.   | Loudoun Utd            | 26 | 15 | 8  | 2 | 5 | 24 | 20 | +4  |
|  | 4.   | North Carolina FC      | 23 | 13 | 7  | 2 | 4 | 19 | 14 | +5  |
|  | 5.   | Pittsburgh Riverhounds | 20 | 14 | 6  | 2 | 6 | 12 | 12 | 0   |
|  | 6.   | Detroit City           | 20 | 15 | 5  | 5 | 5 | 19 | 20 | -1  |
|  | 7.   | Indy Eleven            | 17 | 14 | 4  | 5 | 5 | 23 | 24 | -1  |
|  | 8.   | Miami FC               | 17 | 14 | 5  | 2 | 7 | 15 | 20 | -5  |
|  | 9.   | Rhode Island FC        | 16 | 15 | 4  | 4 | 7 | 14 | 17 | -3  |
|  | 10.  | Birmingham Legion      | 15 | 16 | 3  | 6 | 7 | 16 | 22 | -6  |
|  | 11.  | Tampa Bay Rowdies      | 11 | 14 | 3  | 2 | 9 | 16 | 24 | -8  |
|  | 12.  | Hartford Athletic      | 9  | 12 | 2  | 3 | 7 | 13 | 19 | -6  |

Legenda:
      Ammesse ai quarti di finale di Conference.
Note:
Tre punti per la vittoria, uno per il pareggio, zero per la sconfitta.

### West Conference
|  | Pos. | Squadra                      | Pt | G  | V | N | P | GF | GS | DR  |
|  | ---- | ---------------------------- | -- | -- | - | - | - | -- | -- | --- |
|  | 1.   | New Mexico Utd               | 25 | 14 | 8 | 1 | 5 | 21 | 15 | +6  |
|  | 2.   | San Antonio FC               | 24 | 15 | 7 | 3 | 5 | 22 | 21 | +1  |
|  | 3.   | El Paso Locomotive           | 23 | 15 | 6 | 5 | 4 | 24 | 22 | +2  |
|  | 4.   | FC Tulsa                     | 22 | 13 | 6 | 4 | 3 | 17 | 11 | +6  |
|  | 5.   | Sacramento Republic          | 20 | 14 | 5 | 5 | 4 | 19 | 12 | +7  |
|  | 6.   | Phoenix Rising               | 20 | 15 | 5 | 5 | 5 | 24 | 25 | -1  |
|  | 7.   | Monterey Bay                 | 19 | 16 | 5 | 4 | 7 | 16 | 20 | -4  |
|  | 8.   | Las Vegas Lights             | 18 | 15 | 5 | 3 | 7 | 10 | 20 | -10 |
|  | 9.   | Orange County                | 17 | 13 | 5 | 2 | 6 | 17 | 20 | -3  |
|  | 10.  | Oakland Roots                | 17 | 15 | 5 | 2 | 8 | 16 | 23 | -7  |
|  | 11.  | Lexington                    | 17 | 15 | 4 | 5 | 6 | 16 | 22 | -6  |
|  | 12.  | Colorado Springs Switchbacks | 15 | 15 | 3 | 6 | 6 | 18 | 22 | -4  |

Legenda:
      Ammesse ai quarti di finale di Conference.
Note:
Tre punti per la vittoria, uno per il pareggio, zero per la sconfitta.

## Play-off

### Quarti di Finale di Conference
| Squadra 1       | Risultato | Squadra 2 |
| --------------- | --------- | --------- |
| East Conference |           |           |
|                 | -         |           |
|                 | -         |           |
| West Conference |           |           |
|                 | -         |           |
|                 | -         |           |
| East Conference |           |           |
|                 | -         |           |
| West Conference |           |           |
|                 | -         |           |

### Semifinali di Conference
| Squadra 1       | Risultato | Squadra 2 |
| --------------- | --------- | --------- |
| West Conference |           |           |
|                 | -         |           |
| East Conference |           |           |
|                 | -         |           |
| West Conference |           |           |
|                 | -         |           |
| East Conference |           |           |
|                 | -         |           |

### Finali di Conference
| Squadra 1       | Risultato | Squadra 2 |
| --------------- | --------- | --------- |
| East Conference |           |           |
|                 | -         |           |
| West Conference |           |           |
|                 | -         |           |

### Finale
|  |  | – |